# Mustasaari (ö i Finland, Päijänne-Tavastland, Lahtis, lat 61,29, long 25,03)
Mustasaari är en ö i Finland. Den ligger i sjön Kauttisjärvi och i kommunen Padasjoki i den ekonomiska regionen  Lahtis ekonomiska region  och landskapet Päijänne-Tavastland, i den södra delen av landet, 120 km norr om huvudstaden Helsingfors. Öns area är 0,1 hektar och dess största längd är 90 meter i sydöst-nordvästlig riktning.